# Eutropis clivicola
Espèce
Synonymes
- Mabuya clivicola Inger, Shaffer, Koshy & Bakde, 1984

Statut de conservation UICN

 EN B1ab(iii) : En danger
Eutropis clivicola est une espèce de sauriens de la famille des Scincidae.

## Répartition
Cette espèce est endémique du Kerala en Inde.

## Publication originale
- Inger, Shaffer, Koshy & Bakde, 1984 : A report on a collection of amphibians and reptiles from the Ponmudi, Kerala, South India. Journal of the Bombay Natural History Society, vol. 81, no 3, p. 551-570.